# The Harder They Come (альбом)
The Harder They Come — альбом с саундтреком к культовому ямайскому фильму под тем же названием. Альбом выпущен в 1972 году в Великобритании на Island Records (ILPS 9202), в феврале 1973 года был выпущен в Северной Америке на Mango Records (SMAS-7400). Альбом достиг #140 в чарте Billboard 200.

## Об альбоме
В центре саундтрека — герой фильма регги-исполнитель Джимми Клифф. Но только заглавный трек «The Harder They Come» был написан Клиффом специально для фильма. Другие три композиции Клиффа, это более ранние его работы. Остальная часть альбома — сборник синглов, выпущенных на Ямайке в период с 1967 по 1972 годы, собранные режиссёром фильма Перри Хенцелем среди его любимых регги-исполнителей. Помимо Клиффа в этот список вошли: The Melodians, The Slickers, DJ Scotty, а также плодотворные ранние звёзды регги Десмонд Деккер и Toots and the Maytals.
Альбом с саундтреком сыграл важную роль в популяризации регги в Соединённых Штатах и остальном мире. Сам фильм открыл жанр, который ранее был изолирован в пределах одной только Ямайки, остальному миру. В 2003 году альбом занял 119 место в списке 500 величайших альбомов всех времён по мнению журнала Rolling Stone. Альбом также появляется в списке лучших альбомов на страницах журналов Time и Blender и был назван 97-м лучшим альбомом 1970-х годов по версии Pitchfork Media.
5 августа 2003 Universal Music Group выпустила подарочное издание альбома, где был обновленный оригинал переизданный на одном диске, а также бонус-диск. Бонус-диск продолжил идею оригинального саундтрека и включил дополнительные синглы раннего регги, диск получил название Reggae Hit the Town: Crucial Reggae 1968—1972.

## Список композиций
| №   | Название                            | Автор(ы)                                                       | Исполнитель    | Длительность |
| --- | ----------------------------------- | -------------------------------------------------------------- | -------------- | ------------ |
| 1.  | «You Can Get It If You Really Want» | Jimmy Cliff                                                    | Jimmy Cliff    | 2:40         |
| 2.  | «Draw Your Brakes»                  | Derrick Harriott, Texas Dixon, Keith Rowe                      | Scotty         | 2:57         |
| 3.  | «Rivers of Babylon»                 | Brent Dowe, James McNaughton                                   | The Melodians  | 4:16         |
| 4.  | «Many Rivers to Cross»              | Jimmy Cliff                                                    | Jimmy Cliff    | 3:02         |
| 5.  | «Sweet and Dandy»                   | Frederick Hibbert                                              | The Maytals    | 3:01         |
| 6.  | «The Harder They Come»              | Jimmy Cliff                                                    | Jimmy Cliff    | 3:41         |
| 7.  | «Johnny Too Bad»                    | Trevor Wilson, Winston Bailey, Hylton Beckford, Derrick Crooks | The Slickers   | 3:04         |
| 8.  | «007 (Shanty Town)»                 | Desmond Dekker                                                 | Desmond Dekker | 2:43         |
| 9.  | «Pressure Drop»                     | Frederick Hibbert                                              | The Maytals    | 3:44         |
| 10. | «Sitting in Limbo»                  | Jimmy Cliff, Guillermo Bright-Plummer                          | Jimmy Cliff    | 4:57         |
| 11. | «You Can Get It If You Really Want» | Jimmy Cliff                                                    | Jimmy Cliff    | 2:43         |
| 12. | «The Harder They Come»              | Jimmy Cliff                                                    | Jimmy Cliff    | 3:07         |

| №   | Название                                    | Автор(ы)                      | Исполнитель                 | Длительность |
| --- | ------------------------------------------- | ----------------------------- | --------------------------- | ------------ |
| 1.  | «Israelites»                                | Desmond Dacres, Leslie Kong   | Desmond Dekker and The Aces | 2:37         |
| 2.  | «My Conversation»                           | Keith Smith, Edward Lee       | The Uniques                 | 2:41         |
| 3.  | «Do the Reggay»                             | Frederick Hibbert             | The Maytals                 | 3:18         |
| 4.  | «Viet Nam»                                  | Jimmy Cliff                   | Jimmy Cliff                 | 4:53         |
| 5.  | «I Can See Clearly Now»                     | Johnny Nash                   | Johnny Nash                 | 2:42         |
| 6.  | «Reggae Hit the Town»                       | Leonard Dillon                | The Ethiopians              | 2:24         |
| 7.  | «Double Barrel»                             | Winston Riley                 | Dave and Ansel Collins      | 2:50         |
| 8.  | «It Mek»                                    | Desmond Dacres, Leslie Kong   | Desmond Dekker and The Aces | 2:32         |
| 9.  | «Sweet Sensation»                           | Renford Cogle                 | The Melodians               | 3:42         |
| 10. | «Let Your Yeah Be Yeah»                     | Jimmy Cliff                   | Jimmy Cliff                 | 3:05         |
| 11. | «Cherry Oh Baby»                            | Eric Donaldson                | Eric Donaldson              | 3:02         |
| 12. | «Monkey Spanner»                            | Winston Riley, Ansel Collins  | Dave and Ansel Collins      | 2:45         |
| 13. | «54-46 (That's My Number)»                  | Frederick Hibbert             | The Maytals                 | 2:58         |
| 14. | «It's My Delight»                           | Brent Dowe, Trevor McNaughton | The Melodians               | 3:14         |
| 15. | «Wonderful World, Beautiful People»         | Jimmy Cliff                   | Jimmy Cliff                 | 3:15         |
| 16. | «Pomp and Pride»                            | Frederick Hibbert             | The Maytals                 | 4:28         |
| 17. | «Guava Jelly»                               | Bob Marley                    | Johnny Nash                 | 3:15         |
| 18. | «The Bigger They Come the Harder They Fall» | Jimmy Cliff                   | Jimmy Cliff                 | 3:12         |

## Участники записи
| - Jimmy Cliff — вокал - Dave and Ansel Collins — вокал треков переиздания - Desmond Dekker — вокал - Eric Donaldson — вокал треков переиздания - The Ethiopians — вокал треков переиздания - The Maytals — вокал - The Melodians — вокал - Johnny Nash — вокал треков переиздания - Scotty — вокал - The Slickers — вокал - The Uniques — вокал треков переиздания - Jackie Jackson — бас-гитара - Winston Grennan — ударные - Beverley’s All-Stars — инструменты | - Gully Bright — продюсер - Jimmy Cliff — продюсер - Tommy Cowan — продюсер треков переиздания - Larry Fallon — продюсер треков переиздания - Derrick Harriott — продюсер - Leslie Kong — продюсер - Bunny Lee — продюсер треков переиздания - Byron Lee — продюсер - Warwick Lyn — продюсер треков переиздания - Johnny Nash — продюсер треков переиздания - Winston Riley — продюсер треков переиздания |

### Другие участники
- Dana Smart — руководитель
- Pat Lawrence — исполнительный продюсер
- Vartan — арт-директор переиздания
- John Bryant — иллюстратор обложки
- Gavin Larsen — цифровой мастеринг